# Scarafaggi (romanzo)
Scarafaggi (Kakerlakkene) è un romanzo giallo dello scrittore norvegese Jo Nesbø, pubblicato in Norvegia nel 1998 e in Italia nel 2015 da Giulio Einaudi Editore. È il secondo romanzo della serie Harry Hole, che prende il nome dal suo protagonista.

## Trama
L'ambasciatore norvegese in Thailandia viene trovato morto, pugnalato alla schiena in un equivoco motel di Bangkok. Sperando in una rapida e discreta soluzione del caso, viene frettolosamente scelto e inviato sul campo l'investigatore Harry Hole. La scelta è motivata dal fatto che nel passato Harry abbia collaborato con successo con la polizia australiana nella soluzione di un altro caso di omicidio in cui erano coinvolti cittadini norvegesi, ma non tiene conto del suo carattere impulsivo e ribelle, né del suo essere un alcolizzato.
Le prime indagini nei bassifondi di Bangkok non portano alcun risultato concreto. L'indizio più importante è fornito dall'arma del delitto, un raro pugnale thailandese, che però è stato unto con grasso di renna secondo l'uso Sami: la qual cosa porta a pensare che il colpevole appartenga alla ristretta cerchia dei norvegesi espatriati in Thailandia.
Harry indirizza le ricerche in questa direzione, e scopre una serie di affari loschi nei quali sono coinvolti i suoi concittadini, dalla produzione e diffusione di materiale pedopornografico alla gestione del sistema dei trasporti di Bangkok. Le indagini si avvicinano troppo agli interessi del sistema politico norvegese e minacciano di coinvolgere il primo ministro, per cui Harry viene richiamato urgentemente in patria e, quando si oppone, viene minacciato, ricattato e quasi ucciso da un enorme assassino della mafia locale.
Mentre il tempo stringe, Harry deve scoprire quale, tra i rispettabili cittadini norvegesi, sia lo spietato killer, che nel frattempo continua ad uccidere.

## Ambientazione
Tutta la trama si svolge a Bangkok, ad eccezione dei primi quattro capitoli, che sono ambientati a Oslo.

## Edizioni
Jo Nesbø, Scarafaggi, Torino, Giulio Einaudi Editore, 2015.